# San Juan Bautista (Filippino Lippi)
San Juan Bautista es una pintura de Filippino Lippi al óleo sobre tabla de 133 x 38 cm, de hacia el año 1500 y conservada en la Galería de la Academia de Florencia.

## Historia
La obra, que formaba parte de un tríptico junto con la Crucifixión entre María y San Francisco, destruida, y la María Magdalena también en la Academia de Florencia, es quizás recordada por Vasari en la destruida iglesia de San Ruffillo (antiguamente en la plaza dell'Olio), pero hay dudas sobre su nota, que quizás estaba equivocada. De hecho Vincenzo Borghini en 1584 describió con más precisión el retablo dentro de la iglesia de San Procolo, sobre el altar Valori, con un fresco arriba con San Francisco recibiendo los estigmas.
En el siglo XVIII el retablo fue desmembrado y el compartimento central, después de varios pasajes, acabó destruido en un incendio en Berlín durante la Segunda Guerra Mundial.
Los compartimentos laterales, atribuidos a Andrea del Castagno, fueron reasignados a Filippino por Cavalcaselle, como confirmó la crítica posterior. En cuanto a la datación, Scharf planteó la hipótesis de 1497-1498, mientras la mayor parte de la crítica actual se extiende a 1500 aproximadamente, es decir cerca de los últimos frescos de la Capilla de Filippo Strozzi, terminados en 1502. Una tabla con el Encuentro de Joaquín y Ana en la Galería Nacional de Dinamarca de Copenhague, datada en 1497, tiene claras afinidades estilísticas con esta obra.

## Descripción y estilo
San Juan Bautista aparece en un nicho simulado, vuelto hacia la derecha, demacrado y flaco, con su túnica corta de piel con el pelo vuelto hacia dentro, el cabello descuidado, los pies descalzos, sujetando contra sí la vara cruciforme que es su atributo, la expresión patética, trasluciendo el dolor físico y espiritual de la penitencia en el desierto. La impresión es particularmente conmovedora y tendente a crear en el fiel un sentimiento de compasión y de meditación sobre el tema del sacrificio y la expiación del pecado.
Semejante representación fue seguramente requerida por el comitente, en referencia a la austera religiosidad promovida por Girolamo Savonarola durante sus sermones: el estilo es sencillo y esbelto, como en las pinturas de principios del siglo XV. A diferencia de otros artistas Filippino no manifestó particulares influencias derivadas de las predicaciones y de los acontecimientos del fraile ferrarés, adaptando con desenvoltura, según el cliente, el propio estilo, ya en tono austero, ya en suntuoso.